# Hachem
Hachem es un municipio (baladiyah) de la provincia o valiato de Muaskar en Argelia. En abril de 2008 tenía una población censada de 23 716 habitantes.
Se encuentra ubicado al noroeste del país, a poca distancia de la costa del mar Mediterráneo y al oeste de la capital del país, Argel.